# 트레콴다
트레콴다(이탈리아어: Trequanda)는 이탈리아 토스카나주 시에나도에 있는 코무네다. 피렌체에서 남동쪽 70km, 시에나에서 남동쪽 30km 거리에 있다.